# ピアノ協奏曲 (ドヴォルザーク)
ピアノ協奏曲 ト短調 作品33 B 63 は、アントニーン・ドヴォジャークが最初に完成させた協奏曲で、ドヴォジャークの唯一のピアノ協奏曲である。ドヴォジャークの協奏的作品やピアノを含むアンサンブル作品の中では演奏の機会に恵まれないが、ピアノ曲よりは評価されている。
1876年の9月14日から秋の間じゅうをかけて作曲された。草稿には多くの修正と消去・削除・加筆が加えられている。変更のほとんどはピアノ・パートに施された。初演はプラハにおいて1878年3月24日に行われ、アドルフ・チェフの指揮と、曲を依頼したカレル・スラフコフスキーのピアノによって行われた。この曲は初演を担当したスラフコフスキーに献呈されている。
音楽評論家のハロルド・ショーンバーグが「ピアノ・パートが効果的に書かれているとは言いかねるも、魅力的なピアノ協奏曲」と呼んでいる。当のドヴォルジャーク自身が、ピアノがオーケストラと拮抗するようなヴィルトゥオーゾ的な楽曲を作曲したわけではないことを十分に承知しており、次のように記している―「私にはヴィルトゥオーゾのための協奏曲を作曲することが出来ないことは分かっている。だから別のことを考えなければならない」。ドヴォルジャークが代わりに思い付いたのは、管弦楽に重点の置かれた交響的な楽曲で、ピアノがオーケストラと張り合うことなしに主役を演ずることができることだったのである。
なお、この曲のピアノパートをチェコのピアニストのヴィレーム・クルツが作曲家の死後に改訂し、より華やかに響くようにした版が広く知られる。クルツの弟子だったルドルフ・フィルクスニーはこの版と原典版を基にした独自の版を作って演奏した。なお、スヴャトスラフ・リヒテルは原典版による演奏をカルロス・クライバーと残しており、演奏機会の少ない曲が、人気スター2人の初顔合わせ（同時に唯一、そもそもクライバーは協奏曲を他に録音していない）で実現したことは話題を呼んだ。

## 楽曲構成

### 第1楽章
Allegro agitato ト短調、4分の4拍子、協奏的ソナタ形式
ヴァイオリン以外の弦による、感傷的な第1主題が繰り返し反復・展開され、三連符によるト短調の第1副主題、音階進行する変イ長調の第2副主題を経て、第2副主題によりピアノ独奏が始まる。変ロ長調の第2主題はハイドンを思わせる整った主題で、続いてオーケストラとピアノが掛け合う副主題へと続く。展開部では、ピアノと管楽器との掛け合いが印象的。再現部を経て、作曲家自作のカデンツァに続き第1主題と第1副主題が同時進行したのち、第1主題によるコーダで締めくくられる。

### 第2楽章
Andante sostenuto ニ長調、4分の4拍子、三部形式
ホルンによる夜想曲を思わせる主題に導かれて曲が始まる。中間部は一転して激しい感情に支配される。

### 第3楽章
Finale. Allegro con fuoco ト短調～ト長調、4分の2拍子、ロンド形式
ピアノによる民族舞曲風のリズミカルなロンド主題で曲が始まる。嬰ヘ短調の第1エピソードは付点リズムによる軽快なもの。ロ長調の第2エピソードは無伴奏男声合唱のための「3つの歌」（1877年）の第3曲『私はヴァイオリン弾き(Ja jsem huslar)』、そして『交響的変奏曲』（同年）に転用された。主題が三現後、最後にはカデンツァを経てト長調に転じた第2エピソード、第1エピソードとロンド主題により明るく締めくくられる。

## 演奏時間
約40分。

## 楽器編成
- ピアノ独奏

### 管弦楽
- フルート 2
- オーボエ 2
- クラリネット in B 2
- ファゴット 2
- ホルン in F 2
- トランペット in F 2
- ティンパニ in G D 1対
- 弦五部
  - ヴァイオリン 2パート
  - ヴィオラ 1パート
  - チェロ 1パート
  - コントラバス 1パート